# دميتري موزرسكي
دميتري موزرسكي (بالأوكرانية: Мусерський Дмитро Олександрович) (ولد 29 أكتوبر 1988)، لاعب الكرة الطائرة الروسية من أصول الأوكرانية، وهو عضو في فريق الكرة الطائرة الوطني والنادي الروسي بيلغورود. الأولمبية بطل عام 2012، بطل أوروبا 2013، الميدالية الذهبية لبطولة كأس العالم 2011، الميدالية متعددة من رابطة العالم. يعتبر موزرسكي حاليا واحدة من أطول الرياضيين في العالم.

## معلومات الاندية
- النادي الحالي : بيلغورود
- النادي الأول  : خاركيف

## الجوائز والالقاب

### الفردية
- أفضل لاعب - بطولة العالم للأندية 2014
- أفضل لاعب - بطولة الامم الأوروبية 2013

## روابط خارجية
- دميتري موزرسكي على موقع الاتحاد الأوروبي (الإنجليزية)
- دميتري موزرسكي على موقع عالم الكرة الطائرة (الإنجليزية)
- دميتري موزرسكي على موقع الدوري الياباني (رجال) (اليابانية)
- دميتري موزرسكي على موقع اللجنة الأولمبية الدولية (الإنجليزية)
- دميتري موزرسكي على موقع أوليمبيديا (الإنجليزية)